# 玉環市
玉環市（ぎょくかん-し）は中華人民共和国浙江省に位置する省直轄の県級市であり、しばらくの間、台州市の代理管轄下に置かれている。

## 歴史
1728年（雍正6年）、清朝は温州府の下に玉環庁を設置、清末まで沿襲された。
1912年（民国元年）、府制の廃止にともない玉環県と改称された。
1942年5月 - 日本海軍部隊が30日に上陸し31日に全島を制圧。
2017年4月 - 県級市に昇格し玉環市と改編され現在に至る。

## 行政区画
- 街道：玉城街道、坎門街道、大麦嶼街道
- 鎮：清港鎮、楚門鎮、干江鎮、沙門鎮、芦浦鎮、竜渓鎮
- 郷：鶏山郷、海山郷

うち玉城街道、坎門街道、大麦嶼街道と芦浦鎮は玉環島にあり、清港鎮、楚門鎮、干江鎮、沙門鎮、竜渓鎮は楚門半島にある。鶏山郷と海山郷は離島である。

## 出身者
- 葉文玲 - 小説家